# ツタノハルコウ

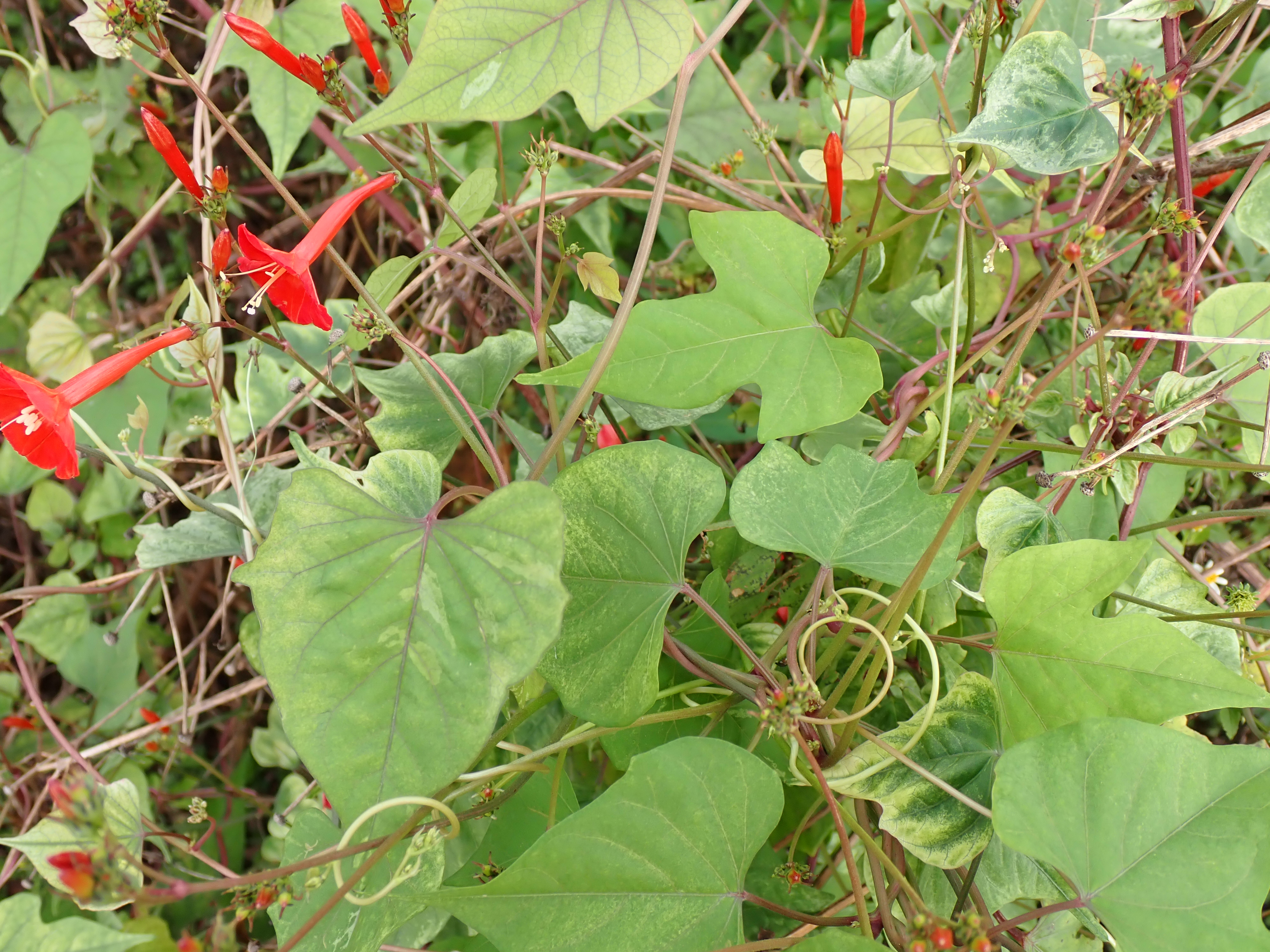
葉（2024年12月 沖縄県石垣市）

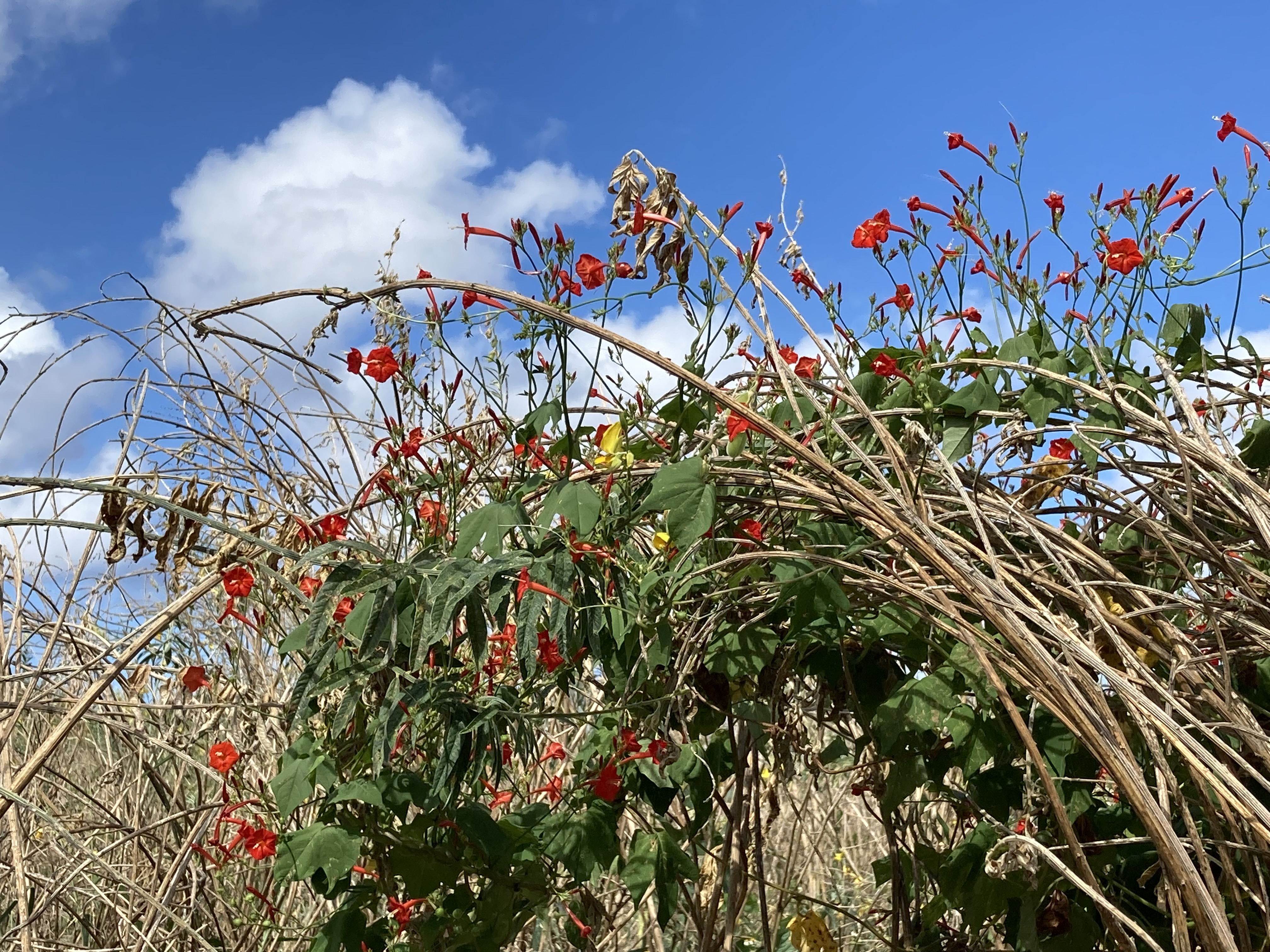
生育状況（2023年11月 沖縄県石垣市）

ツタノハルコウ（学名：Ipomoea hederifolia）はヒルガオ科サツマイモ属のつる性一年生草本。帰化植物。

## 特徴
葉は3つまたは5つに深裂する点で、よく似たマルバルコウソウと区別できる。葉形は変化が多い。夏から秋にかけて葉腋に花序を出し、直径3 cmほどの五角形で朱色の花をつける。花冠中央付近も赤い。果実は直径8 mmほどで熟すると褐色になる。花後も果柄は曲がらず、果実が上向きのままで成熟し、果柄が曲がるマルバルコウソウと異なる。種子の表面は黒褐色と褐色のまだら模様で銀白色の綿毛に覆われる。
黄花を咲かせる変種のキバナルコウソウも知られる。

## 分布と生育環境
熱帯アメリカ原産で、オーストラリアをはじめ世界の熱帯～暖帯に帰化。神奈川県座間市で1998年に確認され、日本国内各地でも見られる。